# Sigmathyris s-argentaria
Sigmathyris s-argentaria är en fjärilsart som beskrevs av Charles Oberthür 1911. Sigmathyris s-argentaria ingår i släktet Sigmathyris och familjen mätare. Inga underarter finns listade i Catalogue of Life.